# 101a Brigada Mixta (Exèrcit Popular de la República)
La 101a Brigada Mixta va ser una unitat de l'Exèrcit Popular de la República creada durant la Guerra Civil Espanyola. Pertanyia a la 46a Divisió, es va distingir com una unitat de xoc i va participar en algunes de les principals batalles de la contesa.

## Historial

### Brunete
Al juny de 1937, la Brigada va abandonar les seves casernes a la regió valenciana per a traslladar-se a Alcalá de Henares.
La 101a BM rebria el seu baptisme de foc durant la batalla de Brunete. El 6 de juliol va intentar prendre la localitat dels Plans des del marge contrari del riu Perales, però no aconseguiria prendre la citada localitat fins a dos dies. Mentrestant, el 9 de juliol un dels batallons de la brigada va intervenir en la captura de Quijorna al costat d'altres unitats. No obstant això, després dels primers dies l'ofensiva republicana va començar a perdre força i es va estancar, per la qual cosa la brigada va passar a la defensiva. Entre el 15 i el 17 de juliol va resistir atacs de les forces franquistes en el pont de Navalgamella i el Vèrtex Perales.

### Aragó
La unitat va tornar a la seva base a Alcalá de Henares, quedant en la reserva fins que el 21 de gener de 1938 va ser cridada per a anar al front de Terol.

## Comandaments
- Major de milícies Pedro Mateo Merino;[1][2]
- Major de milícies Severiano Aparicio Gaya;
- Major de milícies Aribau;

Comissaris
- Gabino Aparicio;
- Jaime Bofill;
- Heraclio Peribáñez Ortega, del PSOE;[3]

Caps d'Estat Major
- capità de milícies Andrés González Lanuza;